# Premiul Genie
Premiul Genie (Genie Awards) este unul dintre cele mai importante premii cinematografice canadiene. El considerat echivalent cu premiul Oscar din SUA.
În cadrului acestui premiu sunt 19 categorii de premii și 2 premii speciale. Premiul a fost inițiat în anul 1979 de Academia pentru cinema și televiziune din Canada (Academy of Canadian Cinema & Television). Primul premiu a fost acordat în anul 1980, iar de atunci se acordă anual în Toronto, Ontario. Pentru desemnarea candidatului există 4000 de voturi posibile a persoanelor care lucrează în cadrul industriei cinematografice. Statueta care simbolizează premiul a fost conceput de sculptorul canadian Sorel Etrog.

## Câștigători ai premiului
Filmele cele mai bune, cu amintirea regizorului
- 1980: The Changeling, de Peter Medak
- 1981: Les Bons débarras, de Francis Mankiewicz
- 1982: Ticket to Heaven , de Ralph L. Thomas
- 1983: The Grey Fox , de Phillip Borsos
- 1984: The Terry Fox Story, de Ralph L. Thomas
- 1985: The Bay Boy, de Daniel Petrie
- 1986: My American Cousin, de Sandy Wilson
- 1987: Le Déclin, de l'empire américain, de, denys Arcand
- 1988: Un zoo la nuit, de Jean-Claude Lauzon
- 1989:, dead Ringers, de David Cronenberg
- 1990: Jesus, de Montreal, de, denys Arcand
- 1991: Black Robe, de Bruce Beresford
- 1992: Naked Lunch , de David Cronenberg
- 1993: Thirty Two Short Films About Glenn Gould , de François Girard
- 1994: Exotica, de Atom Egoyan
- 1995: Le Confessionnal, de Robert Lepage
- 1996: Lilies – Les Feluettes, de John Greyson
- 1997: The Sweet Hereafter, de Atom Egoyan
- 1998: nu s-au acordat premii
- 1999: Le Violon rouge, de François Girard
- 2000: The Taste of Sunshine, de István Szabó
- 2001: Maelström, de, denis Villeneuve
- 2002: Atanarjuat – The Fast Runner, de Zacharias Kunuk
- 2003: Ararat, de Atom Egoyan
- 2004: Les invasions barbares, de, denys Arcand
- 2005: Les Triplettes, de Belleville, de Sylvain Chomet
- 2006: C.R.A.Z.Y. , de Jean-Marc Vallée
- 2007: Bon Cop, Bad Cop, de Eric Canuel
- 2008: Away From Her, de Sarah Polley
- 2009: Passchendaele, de Paul Gross